# Magda (voleibolista)
 Magda Rejane Falcão de Lima  (Fortaleza, 6 de novembro  de 1968) é uma ex-jogadora de Vôlei de Praia, com marca de alcance de 250 cm no ataque e 240 cm de alcance no bloqueio, disputou o Campeonato Mundial de Vôlei de Praia de 1997.Atualmente atua como instrutora, treinadora ,  Delegada de Competição na Confederação Brasileira de Voleibol, instrutora de vôlei de praia na Federação Internacional  de Voleibol e  membro executiva da Federação de Voleibol do Estado do Ceará  

## Carreira
Em 1993 disputou a temporada do Circuito Brasileiro de Voleibol de Praia ao lado de Adriana Behar quando finalizaram no quarto lugar.Com Adriana Behar disputou etapas do Circuito Mundial 1993-94, alcançando a nona posição no Aberto de La Serena  e o bronze no Aberto de Santos.
Pelo Circuito Brasileiro Banco do Brasil de 1994, atuou ao lado de Adriana Behar, competiram na etapa de Vitória e sagrou-se campeã da etapa de Recife.Ao lado de Adriana Behar alcançou o bronze no Circuito Brasileiro de Voleibol de Praia  de 1994.
Ainda em 1994 jogou ao lado de  Adriana Behar  e alcançou o quarto lugar no Grand Slam de Carolina (Porto Rico)  , válido pelo Circuito Mundial.Na temporada 1994-95, ainda compondo parceria com Adriana, obtive o quinto lugar no Aberto de Osaka , o sétimo posto no Aberto de Santos e  o quarto lugar no Aberto do Rio de Janeiro.No período esportivo 1995-96, a sua parceria com Adriana Behar rendeu-lhe o décimo sétimo lugar no Aberto de Bali, as nonas colocações nos Abertos de Espinho e Osaka, o sétimo lugar no Aberto de Hermosa Beach, além das quintas posições nos Abertos de Pusan e Clearwater.
A partir de 1996 passou a competir no Circuito Mundial com parceria da jogadora Edilma “Cubana”, mas só obtiveram a nona posição na Série Mundial de Maceió e o sétimo lugar na Série Mundial de Recife.No mesmo ano trocou de parceria e disputou a temporada ao lado de Siomara Souza, mas finalizaram na nona posição na Série Mundial de Salvador.No ano de 1997 disputou o torneio amistoso chamado Fanta Open ao lado de Rejane Cannes.
Na temporada de 1997, pelo Circuito Mundial,  ratificou a formação de dupla ao lado de Siomara Souza, finalizaram na vigésima quinta posição no Aberto de Salvador, com o nono lugar no Aberto do Rio de Janeiro, quinto lugar no Aberto de Pulsan, mesmo posto alcançando por esta dupla na edição do Campeonato Mundial sediado em Los Angeles, Estados Unidos.
No ano de 1998 formou dupla com a ex-jogadora de voleibol indoor Vanessa Lage, esta atuou com o nome “Nessa” e conseguiram a décima terceira posição no Aberto do Rio de Janeiro , etapa valida pelo Circuito Mundial, e neste mesmo circuito e temporada jogou também ao lado de Gerusa Ferreira, quando finalizaram na décima sétima posição no Aberto de Salvador .
Com Gerusa Ferreira disputou a etapa de Maceió pelo Circuito Banco do Brasil de 1998.Em 1999 jogou ao lado da ex-voleibolista indoor Tatiana Minello, mas alcançaram apenas a décima sétima colocação no Aberto de Salvador pelo Circuito Mundial.No ano seguinte continuou com esta  mesma parceria e obtiveram o nono lugar no Aberto de Vitória e o trigésimo terceiro lugar no Aberto de Rosarito (México).
Com Tatiana Minello disputou o Circuito Banco do Brasil de 1999 e alcançaram na etapa de Belo Horizonte o vice-campeonato e ao final de toda temporada do referido circuito finalizaram  alcançou o quarto lugar geral, mesmo feito obtido com esta formação de dupla no ano de 2000.
Ainda pelo Circuito Mundial da temporada de 2000, disputou ao lado de Adriana Bento a etapa do Aberto de Fortaleza, quando obtiveram o quinto lugar. Na temporada de 2001, disputou ao lado de Isabela Miranda Lopez o Aberto de Fortaleza, etapa válida do Circuito Mundial, e finalizaram na trigésima terceira colocação.
Disputou o Circuito Brasileiro de Voleibol de Praia  de 2001 ao lado de Tatiana Minello, alcançando o título da etapa de Curitiba, também jogou com Alexandra Fonseca a nona etapa do Circuito Banco do Brasil, em São José do Rio Preto, São Paulo, alcançando a quarta colocação; juntamente com Tatiana Minello foi  vice-campeã da edição .
Em sua última participação pelo Circuito Mundial em 2002 atuou ao lado de Cláudia Oliveira Laciga e conquistaram a vigésima quinta colocação no Grand Slam  de Marseille).Em 2003 integrou o All Star Team na II Copa Samsung de Volley Four, realizado no Guarujá.
Magda passou dedicar-se ao esporte de outra forma, coordenou  em sua terra natal por mais de sete anos um  projeto do esporte com proposta de sociabilidade e não de competição.
Desde de 2003 é instrutora de Vôlei de Praia da FIVB, é a partir de 2006 atua como instrutora e técnica do ClubVp, desde 2013 é membro executiva da  FEVECE- Federação de Voleibol do Estado do Ceará  e Delegada de Competição da CBV.
Em 2013 trabalhou no Comitê Organizador da Copa do Mundo da FIFA no Brasil de 2014, também em 2016 no  Comitê Organizador dos Jogos Olímpicos e Paralímpicos sediados no Rio de Janeiro.Trabalha como instrutora no Optimum Volleyball  desde 2014, em Optimum Beach, Estados Unidos.

## Títulos e resultados
- Aberto do Rio de Janeiro:1994-95[2]
- Grand Slam de Carolina (Porto Rico):1994[2]
- Aberto de Santos:1993-94[2]
- Circuito Brasileiro Banco do Brasil:2001[1]
- Circuito Brasileiro Banco do Brasil:1994[1]
- Circuito Brasileiro Banco do Brasil:1993[1],1999[1],2000[1]
- Etapa de Curitiba do Circuito Brasileiro Banco do Brasil:2001[9]
- Etapa de Recife do Circuito Brasileiro Banco do Brasil:1994[4]
- Etapa de Recife do Circuito Brasileiro Banco do Brasil:1999[8]
- Etapa de São José do Rio Preto do Circuito Brasileiro Banco do Brasil:2001[10]